# Zacaries d'Alexandria
Zacaries (copte: Ⲍⲁⲭⲁⲣⲓⲁⲥ; àrab: زخارياس, Zaẖāriyās; grec antic: Ζαχαρίας; llatí: Zacharias) va ser el 64è papa d'Alexandria i patriarca de la Seu de Sant Marc, del 28 de setembre de l'any 1004 al 22 de novembre del 1032.
Era un sacerdot pobre nascut a Alexandria, pràcticament desconegut. Quan els bisbes i el clergat estaven reunits per escollir un nou patriarca estaven indecisos sobre a qui havien de nomenar. Es van assabentar que un ric comerciant de nom Ibrahim ibn Bishr volia per a ell la dignitat patriarcal, i havia donat part de la seva fortuna al califa fatimita Al-Hàkim per a assegurar el seu nomenament per un decret. Els bisbes van buscar ràpidament un candidat alternatiu per evitar que un laic ocupés el càrrec. Zacaries, que era a la sala mentre discutien i portava una urna per dipositar els vots en la tria de candidats, va ensopegar i va caure escales avall, i l'urna no es va trencar. Els clergues van veure en això un senyal diví i van nomenar-lo patriarca abans de què arribés el decret del califa.
Durant el regnat d'Al-Hàkim, els coptes i altres cristians van patir moltes persecucions. El califa va fer silenciar les campanes i destruir totes les creus, i feia vestir als cristians amb faixes i turbants negres per distingir-los dels bons musulmans. Va emetre un decret que ordenava destruir totes les esglésies del país, i va detenir a Zacaries, al que va amenaçar de llençar-lo a les feres si no es convertia a l'islam, però al cap de tres mesos el va alliberar.
Segons diu Abu al-Makarim, un sacerdot copte que va escriure una Història de les Esglésies i els Monestirs cap a l'any 1200, Zacaries va ser l'últim patriarca copte que va poder enviar cartes als governants i als fidels de Núbia i d'Etiòpia, fins i tot després que el califa fatimita Al-Hàkim ho prohibís.
Va deixar escrita una carta sinòdica dirigida a Joannes Abdos.